# Bus Simulator 21
Bus Simulator 21 ist eine Bus-Simulation, die von stillalive studios entwickelt wurde und am 7. September 2021 von astragon Entertainment für Microsoft Windows, PlayStation 4 und Xbox One veröffentlicht wurde. Der Bus Simulator 21 stützt sich, wie sein Vorgänger Bus Simulator 18, auf die Unreal Engine 4.

## Spielprinzip
Bus Simulator 21 spielt in einer Open-World-Stadt namens „Angel Shores“, einer fiktiven, modernen Stadt in den USA, die von der San Francisco Bay Area inspiriert ist. Das Spiel beinhaltet eine Küste und Bezirke wie Chinatown. Zusätzlich zur US-amerikanischen wurde die europäische Karte „Seaside Valley“ aus Bus Simulator 18 überarbeitet und bereitgestellt. Es gibt 30 Solo-, Gelenk- und Doppeldeckerbusse, beispielsweise den Alexander Dennis Enviro500. Außerdem wurden die Lizenzpartner BYD europe und Mercedes-Benz mit Elektro-Bussen angekündigt. Weitere Lizenzpartner sind MAN, Blue Bird, Grande West, Iveco Bus, Scania, Volvo und Setra. Nach Kauf und Einrichtung des Spiels wird im ersten Update, dem Day-1-Update, ein 31. Bus von Scania hinzugefügt. Neben einem kooperativen Mehrspieler-Modus wird es wieder einen umfangreichen Management-Part geben.

## Veröffentlichung
Stillalive Studios ist Entwickler und Astragon Entertainment der Herausgeber des Spiels. Ein Test fand vom 14. bis 16. Mai 2021 statt. Das Spiel ist am 7. September 2021 auf Microsoft Windows, PlayStation 4 und Xbox One veröffentlicht worden. Am ?. Februar wurde das „Next Stop“-Update angekündigt, welches unter anderem die Next-Gen-Version vom Bus Simulator 21 beinhaltet. Diese wird am 16. Mai 2023 Besitzern des Spieles und einer Next-Gen-Konsole kostenlos als Upgrade zur Verfügung stehen.

## Zusatzinhalte
Ab dem 7. September 2021 ist das MAN Bus Pack mit einem MAN Lion’s City 12 und drei Innenraum-Designs, das „Protect Nature Interior Pack“ mit mehreren Innenraum-Designs, das „USA Skin Pack“ mit zehn Buslackierungen und das „Angel Shores Insider Skin Pack“, welches in der ersten Woche nach Release kostenlos ist, mit 10 Buslakierungen verfügbar. Am 29. März 2022 wurde das „IVECO BUS Bus Pack“ mit einem IVECO Crealis, einem IVECO Crossway LE von IVECO BUS und dem IVECO E-Way von HEULIEZ, sowie drei Innenraum-Designs veröffentlicht. Am 14. April 2022 wurden das kostenlose „Easter Interior Pack“ mit vier Innenraum-Designs sowie das kostenlose „Easter Skin Pack“ mit zehn Buslackierungen veröffentlicht. Das dritte Buspack "VDL Bus Pack" für das Spiel wurde am 23. Juni 2022 veröffentlicht, welches erstmals drei Busse von VDL Bus & Coach zum Spiel hinzufügt. Es werden der VDL Citea SLF-120 Electric, der VDL Citea SLFA-180 Electric und der VDL SLFA-181 Electric im BRT Design, sowie fünf Innenraum-Designs mitgeliefert. 2023 erschien mit Next Stop eine Erweiterung der Spielwelt mit neuem Karriere-Spielmodus. Auf den Konsolen erschien Next Stop als ein eigenständiges Spiel mit allen bisherigen Erweiterungen. 2023 soll außerdem eine Erweiterung namens Official Tram Expansion erscheinen, welche die Karte „Angel Shores“ um ein befahrbares Straßenbahnnetz und einer Straßenbahn vom Typ Siemens Avanto erweitert. Außerdem soll ein eigenständiger Ableger namens Tram Simulator Urban Transit erscheinen, welcher auf dem Bus Simulator 21 basiert, allerdings im Gegensatz den Schwerpunkt auf Straßenbahnen setzt.

## Rezeption
Wertungsaggregator OpenCritic fasste 17 Kritiken der Computerspielpresse zu einer plattformübergreifenden Gesamtwertung von 67 aus 100 Punkten zusammen und vergab das Label „Mittelmäßig“. 35 Prozent der Rezensenten würden das Spiel empfehlen.

### Vor Veröffentlichung
Manuel Eichhorn von Gamer’s Palace sagt in seiner Vorschau von Ende August 2020: „Das Spiel steht ganz im Zeichen von ‚größer, schöner, besser‘.“ Couple of Gamer schrieb in seiner Preview, die auf einer Präsentation des Unternehmens Astragon Ende August 2020 beruhte: „Eine offene Welt von unglaublicher Schönheit.“ Lukas Hesselmann von NAT-Games sagte nach einem Vorabtest des Spiels während der Gamescom 2020: „Ich muss zugeben, der Bus Simulator 2021 hat mich ziemlich geflasht.“

### Nach Veröffentlichung
„Konsequente Weiterentwicklung der Serie, in der man mit der richtigen Einstellung dutzende Stunden versinken kann.“

„Der Bus-Simulator 21 bietet eine kathartische Spielzeugkiste für die hingebungsvollsten Bus-Fanatiker, mit Dutzenden von Stunden Spielspaß, die sich hinter seinen Schwächen verbergen. Leider verfehlt es zu oft und auf zu viele Arten das Ziel, um eine Empfehlung für jemanden außerhalb seines extremen Nischenpublikums zu rechtfertigen.“

„Stressig und doch entspannend, realistisch und doch manchmal lächerlich steif - der Bus-Simulator 21 steckt voller Widersprüche, die einige schätzen und andere nicht verstehen werden. Er schafft es, Ihnen ein getreues Bild davon zu vermitteln, wie es ist, den ganzen Tag in einem Bus zu fahren, mit allen Höhen und Tiefen, die dieser Job mit sich bringt. Es hält die Dinge auch so sicher wie möglich, so dass es so alltäglich ist wie, nun ja, den ganzen Tag Bus fahren.“

Laut Computer Bild ist der Bus Simulator 21 der bislang beste Teil der Reihe.

„Simulatoren werden oft belächelt, da sie im Gegensatz zu Shootern und Open-World-Rollenspielen sowohl Adrenalinspritzen als auch epische Stories vermissen lassen. Der Bus Simulator 21 punktet aber mit etwas, das man bei anderen Games oft vergeblich sucht: viel Liebe zum Detail.“